# Abietinaria traski
Abietinaria traski är en nässeldjursart som först beskrevs av Torrey 1902.  Abietinaria traski ingår i släktet Abietinaria och familjen Sertulariidae. Inga underarter finns listade i Catalogue of Life.